# Hypocaccus rubiciliae
Hypocaccus rubiciliae är en skalbaggsart som beskrevs av Lewis 1899. Hypocaccus rubiciliae ingår i släktet Hypocaccus och familjen stumpbaggar. Inga underarter finns listade i Catalogue of Life.